# Forza Horizon
Forza Horizon is een racespel voor de Xbox 360. Het spel werd voornamelijk ontwikkeld door de Britse spelontwikkelaar Playground Games, in samenwerking met de Amerikaanse ontwikkelaar Turn 10 Studios. Het spel draait om het fictieve festival Horizon, een straatrace-evenement dat zich afspeelt in de staat Colorado. Op 30 september 2014 kwam het vervolg, Forza Horizon 2, uit. Nu is er ook een 3, 4 en 5.